# Троицкое (Ферзиковский район)
Троицкое — деревня в Ферзиковском районе Калужской области России. Входит в состав сельского поселения «Дугна».
Расположена на правом берегу Оки в 4 км ниже впадения в неё Дугны.

## История
Исторически на месте села находился посад древнерусского города Любутска, городище которого находится к западу от села. В XVI веке крепость Любутска пришла в упадок, а посад продолжил существование как село. В начале XVIII века существовала Любутская волость в составе Алексинского уезда. В XVIII—XIX веках упоминается как село Любудское, Любутское или Любуцкое Калужского уезда, к приходу которого был приписан ряд деревень (в том числе соседнего Алексинского уезда). Постепенно село стало именоваться Троицким по расположенному в нём Троицкому храму. Административно входило в состав Любутской волости.
По данным за 1859 год владельческая деревня Троицкая при реке Оке и речке Любуче в Калужском уезде состояла из 25 дворов, в которых проживало 190 человек. После реформы 1861 года деревня вошла в Лущихинскую волость. В 1896 году в ней проживало 270 человек.
В Списке населённых мест Калужской губернии 1914 года населённый пункт значится уже как село Троицкое со своей церковно-приходской школой и 314 жителями.

## Население
| 2002 | 2010 | 2011 |
| ---- | ---- | ---- |
| 1    | ↘0   | →0   |